# Lionne de Baena
La Lionne de Baena, qui date de la fin du VIe siècle av. J.-C., est  une sculpture d'époque ibérique, trouvée sur le site archéologique dit Cerro del Minguillar, situé sur le territoire de la ville de Baena, province de Cordoue, en Espagne, où se situent les vestiges de l'antique Iponuba, cité ibérique et romaine de la province de Bétique.

## Caractéristiques
- Matériau: Pierre calcaire.
- Dimensions : 51 cm de haut, 95 cm de long et 26 cm de large.
- Appartenance ancienne à un monument à destination funéraire
- Style archaïque
- Forme de lionne.

## Localisation actuelle
La sculpture est désormais au Musée archéologique national de Madrid, au milieu d'autres œuvres d'art ibérique.

## Sources
- (es) Cet article est partiellement ou en totalité issu de l’article de Wikipédia en espagnol intitulé « Leona de Baena » (voir la liste des auteurs).